# Combat de la Gemmerie
Chouannerie
Le combat de la Gemmerie a lieu le 30 mars 1795 pendant la Chouannerie. Il s'achève par la victoire des chouans, qui tendent une embuscade à un convoi républicain près de Sainte-Gemmes-d'Andigné.

## Forces présence
D'après les notes rédigées par le capitaine chouan François Bellanger, le combat oppose environ 500 hommes de chaque côté. Le président de l'administration de Segré écrit pour sa part dans un rapport que 1 000 « brigands » ont attaqué un convoi défendu par 200 hommes du cantonnement de Segré et 200 hommes des cantonnements de Vern et Chazé-sur-Argos,.

## Déroulement
Le 30 mars 1795, un détachement de 200 hommes des cantonnements de Vern et Chazé-sur-Argos rentre à Segré en escortant un convoi de 100 quintaux de grain, 1 500 cartouches et 100 fusils,. Un autre détachement de 200 hommes sort de Segré pour se porter à sa rencontre,. 
Cependant, les républicains sont attaqués au carrefour de la Gemmerie, par les chouans de la division de Segré commandés par Mathurin Ménard, dit Sans-Peur. Attaqués sur leurs arrières, les bleus sont enfoncés et poursuivis sur trois quarts de lieue. Tous le convoi tombe aux mains des chouans,.

## Pertes
D'après Bellanger, les républicains perdent 50 hommes et laissent deux prisonniers, tandis que les pertes des royalistes sont de dix hommes tués ou blessés. Les deux prisonniers républicains sont graciés et s'établissent par la suite dans la région.
Le président de l'administration de Segré donne quant à lui un bilan d'environ 60 hommes, tant tués que blessés, du côté des républicains,.